# Dirka po Italiji 1971
Dirka po Italiji 1971 (italijansko Giro d'Italia 1971) je 54. izvedba dirke po Italiji, tritedenske moške cestne kolesarske etapne dirke. Začela se je 20. maja v Lecceju in končala 10. junija v Milanu. Sodelovalo je 100 kolesarjev iz 10-ih ekip. Rožnato majico je prvič osvojil Gösta Pettersson (Ferretti), drugo mesto Herman Van Springel (Molteni), tretje pa Ugo Colombo (Filotex). Vijolično majico je osvojil Marino Basso (Molteni), zeleno majico pa José Manuel Fuente (Kas–Kaskol).

## Ekipe
- Cosatto
- Dreher
- Ferretti
- Filotex
- G.B.C.–Zimba
- Hertekamp–Magniflex
- Kas–Kaskol
- Molteni
- Salvarani
- Scic

## Etape
| Etapa | Datum     | Štart/Cilj                                  | Razdalja    | Tip         | Tip                  | Zmagovalec                  |             |
| ----- | --------- | ------------------------------------------- | ----------- | ----------- | -------------------- | --------------------------- | ----------- |
| P     | 20. maj   | Lecce – Brindisi                            | 62,2 km     |             | ekipni kronometer    | Salvarani                   |             |
| 1     | 21. maj   | Brindisi – Bari                             | 175 km      |             | ravninska etapa      | Marino Basso (ITA)          |             |
| 2     | 22. maj   | Bari – Potenza                              | 260 km      |             | gorska etapa         | Enrico Paolini (ITA)        |             |
| 3     | 23. maj   | Potenza – Benevento                         | 177 km      |             | ravninska etapa      | Ercole Gualazzini (ITA)     |             |
| 4     | 24. maj   | Benevento – Pescasseroli                    | 203 km      |             | gorska etapa         | Guerrino Tosello (ITA)      |             |
| 5     | 25. maj   | Pescasseroli – Gran Sasso d'Italia          | 198 km      |             | gorska etapa         | Vicente López Carril (ESP)  |             |
| 6     | 26. maj   | L'Aquila – Orvieto                          | 163 km      |             | ravninska etapa      | Domingo Perurena (ESP)      |             |
| 7     | 27. maj   | Orvieto – San Vincenzo                      | 220 km      |             | ravninska etapa      | Felice Gimondi (ITA)        |             |
| 8     | 28. maj   | San Vincenzo – Casciana Terme               | 203 km      |             | gorska etapa         | Romeno Tumellero (ITA)      |             |
| 9     | 29. maj   | Casciana Terme – Forte dei Marmi            | 141 km      |             | ravninska etapa      | Marino Basso (ITA)          |             |
| 10    | 30. maj   | Forte dei Marmi – Pian del Falco di Sestola | 123 km      |             | gorska etapa         | José Manuel Fuente (ESP)    |             |
| 11    | 31. maj   | Sestola – Mantova                           | 199 km      |             | ravninska etapa      | Marino Basso (ITA)          |             |
|       | 1. junij  | dan počitka                                 | dan počitka | dan počitka | dan počitka          | dan počitka                 | dan počitka |
| 12    | 2. junij  | Desenzano del Garda – Serniga di Salò       | 28 km       |             | posamični kronometer | Davide Boifava (ITA)        |             |
| 13    | 3. junij  | Salò – Sottomarina di Chioggia              | 218 km      |             | gorska etapa         | Patrick Sercu (BEL)         |             |
| 14    | 4. junij  | Chioggia – Bibione                          | 170 km      |             | ravninska etapa      | Patrick Sercu (BEL)         |             |
| 15    | 5. junij  | Bibione – Ljubljana (Jugoslavija)           | 201 km      |             | ravninska etapa      | Franco Bitossi (ITA)        |             |
| 16    | 6. junij  | Ljubljana (Jugoslavija) – Trbiž             | 100 km      |             | ravninska etapa      | Dino Zandegù (ITA)          |             |
| 17    | 7. junij  | Trbiž – Veliki Klek (Avstrija)              | 206 km      |             | gorska etapa         | Pierfranco Vianelli (ITA)   |             |
| 18    | 8. junij  | Lienz (Avstrija) – Falcade                  | 195 km      |             | gorska etapa         | Felice Gimondi (ITA)        |             |
| 19    | 9. junij  | Falcade – Ponte di Legno                    | 182 km      |             | gorska etapa         | Lino Farisato (ITA)         |             |
| 20a   | 10. junij | Ponte di Legno – Lainate                    | 185 km      |             | ravninska etapa      | Giacinto Santambrogio (ITA) |             |
| 20b   | 10. junij | Lainate – Milano                            | 20 km       |             | posamični kronometer | Ole Ritter (DEN)            |             |
|       | Skupaj    | Skupaj                                      | 3567 km     | 3567 km     | 3567 km              | 3567 km                     | 3567 km     |

## Razvrstitev po klasifikacijah
| Etapa  | Zmagovalec            | Rožnata majica ·   | Vijolična majica · | Zelena majica ·      | Ekipno    |
| ------ | --------------------- | ------------------ | ------------------ | -------------------- | --------- |
| P      | Salvarani             | Salvarani          | brez               | brez                 | brez      |
| 1      | Marino Basso          | Marino Basso       | Marino Basso       | brez                 | Molteni   |
| 2      | Enrico Paolini        | Enrico Paolini     | Gianni Motta       | Michele Dancelli     | Scic      |
| 3      | Ercole Gualazzini     | Enrico Paolini     | Gianni Motta       | Michele Dancelli     | Scic      |
| 4      | Guerrino Tosello      | Enrico Paolini     | Gianni Motta       | Roberto Sorlini      | Scic      |
| 5      | Vicente López Carril  | Ugo Colombo        | Marino Basso       | Vicente López Carril | Scic      |
| 6      | Domingo Perurena      | Ugo Colombo        | Marino Basso       | Vicente López Carril | Molteni   |
| 7      | Felice Gimondi        | Aldo Moser         | Marino Basso       | Vicente López Carril | Salvarani |
| 8      | Romano Tumellero      | Claudio Michelotto | Marino Basso       | Vicente López Carril | Molteni   |
| 9      | Marino Basso          | Claudio Michelotto | Marino Basso       | José Manuel Fuente   | Molteni   |
| 10     | José Manuel Fuente    | Claudio Michelotto | Marino Basso       | José Manuel Fuente   | Molteni   |
| 11     | Marino Basso          | Claudio Michelotto | Marino Basso       | José Manuel Fuente   | Molteni   |
| 12     | Davide Boifava        | Claudio Michelotto | Marino Basso       | José Manuel Fuente   | Molteni   |
| 13     | Patrick Sercu         | Claudio Michelotto | Marino Basso       | José Manuel Fuente   | Molteni   |
| 14     | Patrick Sercu         | Claudio Michelotto | Marino Basso       | José Manuel Fuente   | Molteni   |
| 15     | Franco Bitossi        | Claudio Michelotto | Marino Basso       | José Manuel Fuente   | Molteni   |
| 16     | Dino Zandegù          | Claudio Michelotto | Marino Basso       | José Manuel Fuente   | Molteni   |
| 17     | Pierfranco Vianelli   | Claudio Michelotto | Marino Basso       | Pierfranco Vianelli  | Molteni   |
| 18     | Felice Gimondi        | Gösta Pettersson   | Marino Basso       | José Manuel Fuente   | Molteni   |
| 19     | Lino Farisato         | Gösta Pettersson   | Marino Basso       | José Manuel Fuente   | Molteni   |
| 20a    | Giacinto Santambrogio | Gösta Pettersson   | Marino Basso       | José Manuel Fuente   | Molteni   |
| 20b    | Ole Ritter            | Gösta Pettersson   | Marino Basso       | José Manuel Fuente   | Molteni   |
| Skupaj | Skupaj                | Gösta Pettersson   | Marino Basso       | José Manuel Fuente   | Molteni   |

## Končna razvrstitev
| Legenda | Legenda                                    | Legenda | Legenda                         |
| ------- | ------------------------------------------ | ------- | ------------------------------- |
|         | Predstavlja vodilnega v skupnem seštevku   |         | Predstavlja vodilnega po točkah |
|         | Predstavlja vodilnega v gorski razvrstitvi |         |                                 |

### Rožnata majica
| Poz. | Kolesar                   | Ekipa      | Čas         |
| ---- | ------------------------- | ---------- | ----------- |
| 1    | Gösta Pettersson (SWE)    | Ferretti   | 97h 24' 04" |
| 2    | Herman Van Springel (BEL) | Molteni    | + 2' 32"    |
| 3    | Ugo Colombo (ITA)         | Filotex    | + 2' 35"    |
| 4    | Francisco Galdós (ESP)    | Kas–Kaskol | + 4' 27"    |
| 5    | Pierfranco Vianelli (ITA) | Dreher     | + 6' 41"    |
| 6    | Silvano Schiavon (ITA)    | Dreher     | + 7' 27"    |
| 7    | Felice Gimondi (ITA)      | Salvarani  | + 7' 30"    |
| 8    | Antoine Hubrechts (BEL)   | Salvarani  | + 9' 39"    |
| 9    | Wladimiro Panizza (ITA)   | Cosatto    | + 13' 13"   |
| 10   | Giovanni Cavalcanti (ITA) | Filotex    | + 14' 22"   |

### Zelena majica
| Poz. | Kolesar                    | Ekipa      | Točke |
| ---- | -------------------------- | ---------- | ----- |
| 1    | José Manuel Fuente (ESP)   | Kas–Kaskol | 360   |
| 2    | Pierfranco Vianelli (ITA)  | Dreher     | 270   |
| 3    | Primo Mori (ITA)           | Salvarani  | 190   |
| 4    | Lino Farisato (ITA)        | Ferretti   | 170   |
| 5    | Vicente López-Carril (ESP) | Kas–Kaskol | 140   |
| 6    | Andrés Gandarias (ESP)     | Kas–Kaskol | 110   |
| 7    | Giancarlo Polidori (ITA)   | Scic       | 100   |
| 8    | Selvino Poloni (ITA)       | Cosatto    | 80    |
| 9    | Felice Gimondi (ITA)       | Salvarani  | 70    |
| 9    | Guerrino Tosello (ITA)     | Molteni    | 70    |

### Vijolična majica
| Poz. | Kolesar                      | Ekipa     | Točke |
| ---- | ---------------------------- | --------- | ----- |
| 1    | Marino Basso (ITA)           | Molteni   | 181   |
| 2    | Patrick Sercu (BEL)          | Dreher    | 148   |
| 3    | Felice Gimondi (ITA)         | Salvarani | 139   |
| 4    | Ole Ritter (DEN)             | Dreher    | 136   |
| 5    | Albert Van Vlierberghe (BEL) | Ferretti  | 116   |
| 6    | Franco Bitossi (ITA)         | Filotex   | 96    |
| 7    | Gösta Pettersson (SWE)       | Ferretti  | 92    |
| 7    | Dino Zandegù (ITA)           | Salvarani | 92    |
| 9    | Gianni Motta (ITA)           | Salvarani | 85    |
| 10   | Herman Van Springel (BEL)    | Molteni   | 84    |

### Traguardi tricolori
| Poz. | Kolesar                     | Ekipa               | Točke |
| ---- | --------------------------- | ------------------- | ----- |
| 1    | Marinus Wagtmans (NED)      | Molteni             | 130   |
| 2    | Wilmo Francioni (ITA)       | Ferretti            | 60    |
| 3    | Primo Mori (ITA)            | Salvarani           | 50    |
| 4    | Pietro Guerra (ITA)         | Salvarani           | 40    |
| 4    | Attilio Rota (ITA)          | Dreher              | 40    |
| 4    | Ole Ritter (DEN)            | Dreher              | 40    |
| 4    | André Poppe (FRA)           | Hertekamp–Magniflex | 40    |
| 4    | Roberto Sorlini (ITA)       | Cosatto             | 40    |
| 9    | Giacinto Santambrogio (ITA) | Molteni             | 30    |
| 9    | Giancarlo Bellini (ITA)     | Molteni             | 30    |
| 9    | Piero Dallai (ITA)          | Cosatto             | 30    |
| 9    | Guerrino Tosello (ITA)      | Molteni             | 30    |
| 9    | Ugo Colombo (ITA)           | Filotex             | 30    |
| 9    | Andrés Gandarias (ESP)      | Kas–Kaskol          | 30    |
| 9    | Marino Basso (ITA)          | Molteni             | 30    |
| 9    | Selvino Poloni (ITA)        | Cosatto             | 30    |
| 9    | Lino Farisato (ITA)         | Ferretti            | 30    |

### Ekipna razvrstitev
| Poz. | Ekipa               | Točke |
| ---- | ------------------- | ----- |
| 1    | Molteni             | 5956  |
| 2    | Salvarani           | 4476  |
| 3    | Scic                | 4162  |
| 4    | Dreher              | 3795  |
| 5    | Ferretti            | 3768  |
| 6    | Kas–Kaskol          | 3150  |
| 7    | Filotex             | 2192  |
| 8    | G.B.C.–Zimba        | 1689  |
| 9    | Cosatto             | 1584  |
| 10   | Hertekamp–Magniflex | 1128  |